# 이동환 (1916년)
이동환(李東煥, 1916년 ~ 1991년)은 일제강점기의 관료이자 대한민국의 공무원, 외교관, 기업인이다. 1941년 고등문관시험 행정과 합격했고 해방 뒤에도 관계에 남아서 체신부 우정국장, 서울시 내무국장 등을 거쳐 내무부 차관 등을 지냈다. 

## 생애
함경남도 단천 출신. 1941년 고등문관시험 행정과 합격. 1942년 일본 히토쓰바시 대학 상과 졸업. 체신부 우정국장. 1958년 서울특별시 내무국장, 1960년 내무부 차관, 1961년 주일본 대한민국 대표부 공사, 1962년 주오스트레일리아 대한민국 대사 등을 역임했다. 퇴임 후 1971년 진해화학 사장, 1973년 내외경제 이사. 1990년 동아무역 고문 등을 지내기도 했다. 1991년 사망. 
| 전임 이성우 | 제19대 내무부 차관 1960년 3월 29일 ~ 1960년 8월 26일 | 후임 윤명운(20대 정무차관) 이상규(20대 사무차관) |